# Bapora
Bapora es una ciudad de la India en el distrito de Bhiwani, estado de Haryana.

## Geografía
Se encuentra a una altitud de 221 m s. n. m. a 271 km de la capital estatal, Chandigarh, en la zona horaria UTC +5:30.

## Demografía
Según estimación 2011 contaba con una población de 15 459 habitantes.